# Панкрушиха
Панкруши́ха — село в Алтайском крае России, административный центр Панкрушихинского района и сельского поселения Панкрушихинский сельсовет.

## География
Панкрушиха располагается на слабоволнистой равнине с абсолютными высотами 200—260 м, расчлененной густой сетью балок и лощин рядом с Алеусским ленточным бором, который относится к северной группе особо ценных ленточных боров Западно-Сибирской равнины.
На территории района находится Панкрушихинский заказник (организован 21.09.1973 г. в самом северном ленточном бору — Алеусском (Бурлинском), его площадь 11 тыс. га.
Транспорт
Село Панкрушиха — находится в 278 км от Барнаула и в 10 км от ближайшей железнодорожной станции «Панкрушиха». В радиусе от 9 до 28 км расположено не менее 20 сел. В Панкрушихе есть регулярное автобусное сообщение, 10 автобусных маршрутов ежедневно отправляются по различным междугородним направлениям.
Климат
Климат континентальный. Средняя температура января −18,7 °C, июля +22 °C. Годовое количество атмосферных осадков — 465 мм.
Продолжительность безморозного периода около 120 дней. Продолжительность периода со среднесуточными температурами воздуха выше 0 °C — 190—200 дней. Снежный покров появляется в среднем с 25 октября и сохраняется до 12 апреля. Продолжительность солнечного сияния 1950 часов. В целом в районе возможны опасные климатические явления. Повторяемость засух в мае-июне составляет 20 %, большая вероятность пыльных бурь и суховеев. В зимний период возможен период метелей — до 30 дней. Часто может быть распространен гололед и изморозь (до 20-30 дней).

## История
- Первые поселенцы пришли на берега двух речек из близлежащей Малышевской слободы в 1759 году и стали основателями деревни Панкрушинская. Под таким названием она записана при проведении 3-й ревизии в 1763 году. На время переписи в деревне жили 35 крестьян мужского пола[9].
- Название деревне дано по имени реки Паньшихи, которая впадает в реку Бурлу. В месте слияния рек обосновано село[10].
- В 1782 году во время проведения ревизии насчитывалось 87 душ мужского пола, в 1795 — 77 душ: часть семей переселились в другие деревни — Велижанская и Романово.
- Согласно Справочной книге Томской епархии, в октябре 1886 года в селе Панкрушиха Барнаульского округа была построена деревянная церковь святого пророка божия Илии, а в 1907 году — каменная однопрестольная церковь. При церкви были пахотные земли и сенокосы — 202 десятины[11]. В советское время церковь не действовала, в 1992 году была возвращена прихожанам.
- В 1911 году в Панкрушихе проживало 1342 лиц мужского, 1167 женского пола. Имелось земли 19130,68 десятин, в том числе обрабатываемой 5716,83 десятины. В деревне находилось волостное правление, земская станция, общественный хлебозапасный магазин, артельный маслозавод, 5 торговых лавок, казённая винная лавка, 2 паровые мельницы. В селе трижды в год проводились ярмарки: в марте, июне и ноябре, еженедельно по субботам на базаре собирались торговцы и покупатели. По значимости Панкрушихинская ярмарка была одной из самых крупных в Барнаульском уезде.
- В 1926 году насчитывалось 775 дворов с населением 3596 человек.
- В 1929—1934 годах были созданы колхозы «Заря», имени Грядинского, Чернова, коммуна «Садовая».
- В 1950 году колхозы объединились в один — имени Молотова, после 1956 года колхоз назывался «Искра».
- В 1961 году колхозы объединили в молочно-мясной совхоз «Панкрушихинский».
- С 1992 года совхоз «Панкрушихинский» преобразован в АОЗТ «Панкрушихинское»[12].

## Население
| 1926  | 1959  | 1970  | 1979  | 1989  | 1997  |
| ----- | ----- | ----- | ----- | ----- | ----- |
| 3596  | ↗4444 | ↗4506 | ↗4862 | ↗4983 | ↗5224 |
| 1998  | 1999  | 2000  | 2001  | 2002  | 2003  |
| ↘5172 | ↗5217 | ↗5227 | ↗5346 | ↘5106 | ↗5197 |
| 2004  | 2005  | 2006  | 2007  | 2008  | 2009  |
| ↗5205 | ↗5375 | ↘5342 | ↗5370 | ↗5440 | ↗5453 |
| 2010  | 2011  | 2012  | 2013  | 2021  |       |
| ↘4916 | ↘4895 | ↗4957 | ↘4941 | ↘4108 |       |

## Экономика и социальная сфера
В селе находятся ООО «Панкрушихинский пищекомбинат», работает деревообрабатывающее предприятие «ООО Алеусский лес».
В селе работают более 50 предприятий различного профиля: коммунальные, торговые, частные и фермерские хозяйства. Есть общеобразовательная школа с тремя филиалами в близлежащих селах и на железнодорожной станции «Панкрушиха», центр детского творчества, детский дом для детей сирот и детей, оставшихся без попечения родителей, детское дошкольное учреждение, медучреждения, РДК, стадион, библиотеки, музыкальная школа, Панкрушихинский территориальный центр по обслуживанию престарелых граждан, муниципальный информационно-консультационный центр поддержки предпринимательства.

## Радио
- 101,9 Милицейская Волна / Катунь FM
- 103,2 Радио России / ГТРК Алтай